# Ellery Queen
Ellery Queen es el seudónimo creado en 1929 por los escritores estadounidenses Frederick Dannay (Nueva York, 20 de octubre de 1905–3 de septiembre de 1982) y Manfred Bennington Lee (Nueva York, 11 de enero de 1905–3 de abril de 1971). Es también el nombre del personaje ficticio que aparece en sus novelas y relatos, un escritor de literatura policíaca que ayuda a la policía de Nueva York a resolver casos de asesinatos. Entre 1929 y 1971, escribieron una treintena de novelas e historias protagonizadas por Ellery Queen. A partir de 1961, emplearon a otros escritores para publicar bajo el seudónimo novelas en las que Ellery Queen no aparecía como personaje.[cita requerida]
Frederick Dannay y Manfred Bennington eran los nombres profesionales de Daniel Nathan y de Emanuel Benjamin Lepofsky, respectivamente, dos primos de Brooklyn de origen judío. Además de su amplia producción como autores, Danny y Bennington editaron unas treinta antologías de novelas policíacas, también publicadas bajo el seudónimo de Ellery Queen, cuatro novelas como Barnaby Ross y algunas novelas para jóvenes como Ellery Queen Jr. Danney fundó y editó durante mucho tiempo la revista Ellery Queen's Mystery Magazine, publicada desde 1941 hasta el presente.

## El personaje Ellery Queen

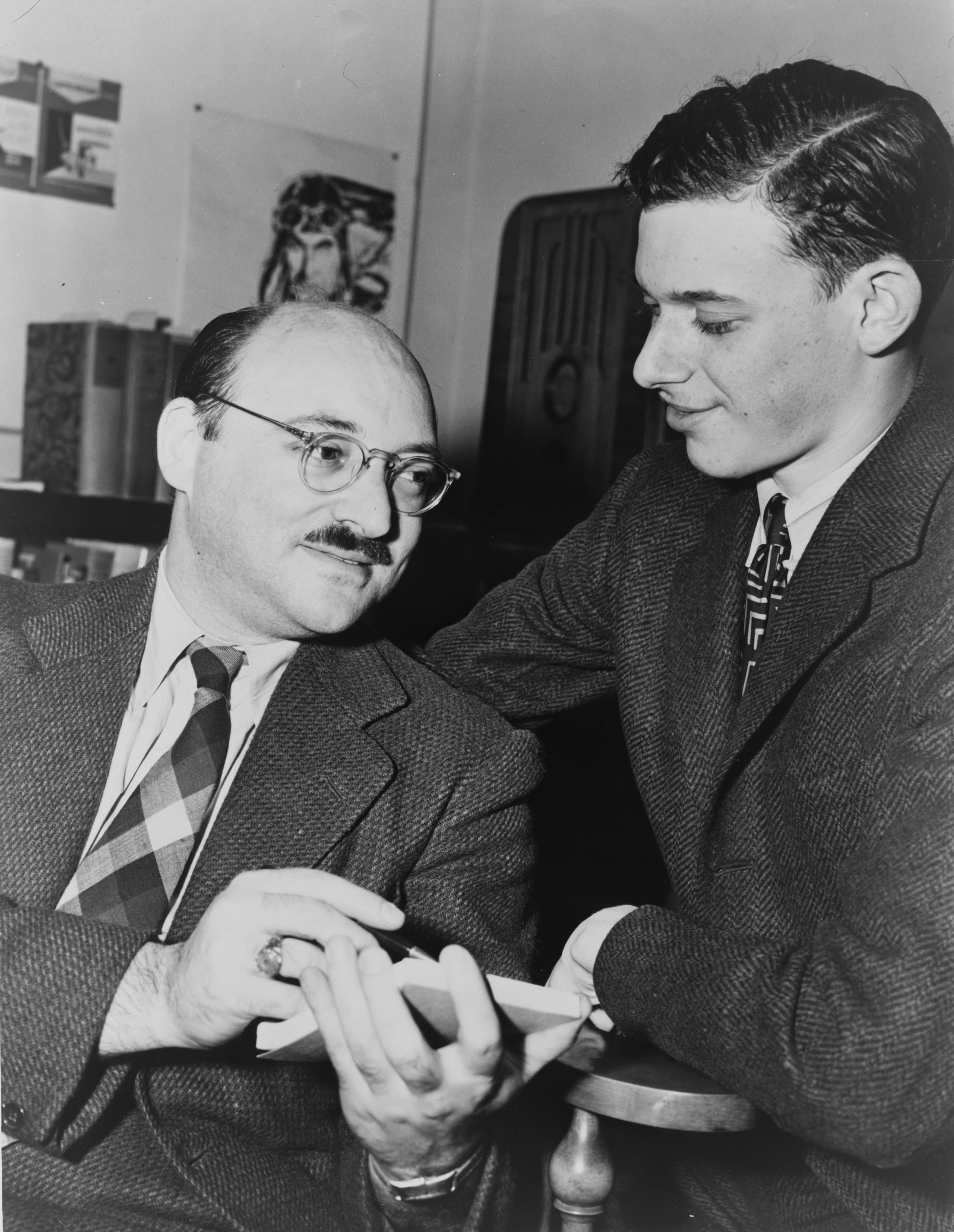
Frederick Dannay, a la izquierda, y James Yaffe.

La pareja de primos Frederick Dannay (Daniel Nathan) y Manfred Bennington Lee (Emanuel Benjamin Lepofsky) crearon el nombre Ellery Queen cuando, a raíz de su participación en un concurso de escritura de misterio patrocinado por la revista McClure's, decidieron usar como seudónimo el mismo nombre que su personaje protagonista. Su relato, The Roman Hat Mistery, ganó el certamen, pero la revista cerró y la novela no se publicó sino hasta el año siguiente, en 1929.
A The Roman Hat Mistery le siguieron otras novelas que obedecían a la misma fórmula: una alusión geográfica en el título —The Dutch Shoe Mystery, traducida al español como El misterio del zapato blanco; The Egyptian Cross Mystery, etc.—, un crimen inusual con una serie de pistas complejas e indicios falsos, varias soluciones equivocadas antes de desvelarse la verdad, los mismos protagonistas —Ellery Queen, su padre el inspector Richard Queen y el sargento Velie— y una página cerca del final que declaraba que solo existía una solución posible para el caso dadas las pistas presentadas y exhortaba al lector a encontrarla utilizando la lógica.
En las primeras novelas, Ellery Queen es un intelectual educado en Harvard que lleva quevedos y se dedica a resolver asesinatos porque le parece una tarea estimulante. A partir de 1938, Ellery aparece trabajando en Hollywood como guionista y soluciona casos ambientados en la industria del cine. En Calamity Town (1942) y en otras novelas posteriores, el personaje adquiere una dimensión más humana y se ve involucrado emocionalmente con las personas en sus casos, que tienen lugar en la ciudad ficticia de Wrightsville. Tras este periodo, regresa a Nueva York, donde de nuevo revierte a su carácter inicial de personaje guiado por la pura lógica y con una actitud distante hacia los crímenes que investiga. Estos contrastes de personalidad llevaron al escritor Julian Symons a proponer que se trataba de dos personajes diferentes, ambos con el nombre Ellery Queen.
Las novelas de Queen se tradujeron muy pronto al español, difundidas casi de manera inmediata en ediciones de México y Argentina, pero llegaron mucho más espaciadamente a España. No todas han acabado por ser traducidas, y se han producido importantes lagunas en su difusión, pese a la maestría de los autores en la novela de intriga y su gran aceptación entre los aficionados al género detectivesco.[cita requerida]
El ciclo de novelas de Ellery Queen finalizó en 1971, con la muerte de Manfred Bennington Lee.

## El ciclo de Drury Lane
Ellery Queen no fue el único seudónimo utilizado por Dannay y Lee. En 1932, y con el nombre de Barnaby Ross, crearon el personaje de Drury Lane, un veterano actor especializado en las obras de William Shakespeare con grandes dotes para la investigación y que vive su etapa de retiro en un palacete denominado «The Hamlet». La primera novela protagonizada por Ellery Queen, The Roman Hat Mystery alude al «antiguo caso de asesinato de Barnaby Ross».
Por el estilo empleado, muy pronto la paternidad de los relatos de Ross fue atribuida a la pareja de autores que, en los años treinta bromeaban sobre el tema participando en debates literarios en los cuales uno se presentaba con el nombre de Ellery Queen y el otro con el de Barnaby Ross.
Los cuatro relatos del personaje Drury Lane constituyen un ciclo unitario, en el que Dannay y Lee experimentaron con diversos subgéneros de las novelas policíacas, e introdujeron características que posteriormente serían retomadas en las novelas de Queen. El primer relato La tragedia de X (1932) es el más similar a los relatos clásicos de Ellery Queen plasma en una serie de homicidios que tienen lugar sucesivamente en un autobús urbano, en un ferry neoyorquino y en un vagón de tren de cercanías. En la narrativa quedan ya definidas las características fundamentales del propio Lane, así como los personajes del inspector Thumm, el médico forense Schilling y el procurador Bruno, que seguirán apareciendo en las dos siguientes obras. El ciclo se completó con las novelas La tragedia de Y, La tragedia de Z y Drury Lane abandona la escena (1933).

## La franquicia Ellery Queen
Hacia el final de su carrera conjunta, Lee y Dannay accedieron a prestar el nombre Ellery Queen a otros autores de novelas policíacas. En estas obras no aparecía el personaje Ellery Queen como protagonista principal. Entre los escritores que usaron el seudónimo Ellery Queen figuran los autores de ciencia ficción Jack Vance, Theodore Sturgeon y Avram Davidson.
El seudónimo de autor Ellery Queen desapareció con la muerte de Manfred Lee, aunque su primo le sobrevivió otros once años y siguió usando el nombre en su revista Ellery Queen's Mystery Magazine, que hasta 2018 continuaba publicando la editorial Dell Magazines.[cita requerida]
El equipo Ellery Queen recibió varios premios Edgar, y en 1983 la asociación Mystery Writers of America instauró el galardón Ellery Queen para homenajear a escritores que colaboran para escribir obras de misterio y personajes destacados de la industria.

## Otros protagonistas
En los sesenta, con la firma “Ellery Queen” pero con la participación de los escritores que formaban parte de dicho “grupo de trabajo” apareció un nuevo personaje: el “inspector Tim Corrigan”, protagonizando un total de seis novelas (cuatro de las cuales escritas por Richard Deming). El personaje de Tim Corrigan se mueve en una zona oscura tras criminales comunes, delitos políticos y tramas internacionales. Los títulos de las seis novelas del ciclo Tim Corrigan responden al esquema del interrogante central de la trama: “Where Is Bianca?”, “Why So Dead?”, “Which Way to Die?”, “Who Spies, Who Kills?”, “How Goes The Murder?” y “What's in the Dark?”.
Tras él, un segundo ciclo con personaje fijo presentó las aventuras de “Mike McCall”, asistente personal del gobernador Sam Holland, y protagonista de tres relatos escritos por Deming, Gil Brewer y Edward D. Hoch. En esta serie, los títulos giran en torno a la palabra "murder" (asesinato): “The Campus Murders”, “The Blue Movie Murders” y “The Black Hearts Murder”.

## Queen en la radio y en el cine
Hasta 1938, los primos Dannay y Lee escribieron guiones para el cine, lo que indujo a una lenta pero irreversible transformación de su personaje y de las historias. Abandonado el esquema lógico formal de los primeros “desafíos al lector”, las tramas empezaron a incluir aspectos psicológicos decisivos para los fines de la resolución de los casos. No faltaron incluso referencias al misticismo, simbolismos religiosos y ocultismos en los últimos relatos de los años sesenta, en los que el personaje de Ellery era absolutamente distinto del que los primeros lectores habían conocido. Esta mezcla de racionalismo y simbolismo causó muchas críticas a los autores.[cita requerida]

## Obras de Ellery Queen

### Novelas
- The Roman Hat Mystery (1929) El misterio del sombrero de copa
- The French Powder Mystery (1930) El misterio de los polvos
- The Dutch Shoe Mystery (1931) El misterio del zapato blanco
- The Greek Coffin Mystery (1932) El misterio del ataúd griego
- The Egyptian Cross Mystery (1932) El misterio de la cruz egipcia
- The American Gun Mystery (1933) El misterio de la pistola americana
- The Siamese Twin Mystery (1933) El misterio de los hermanos siameses
- The Chinese Orange Mystery (1934) El misterio de la mandarina
- The Spanish Cape Mystery (1935) El misterio de Cabo Español
- The Lamp of God (1935) La lámpara de Dios
- Halfway House (1936) La casa a medio camino
- The Door Between (1937) Tras la puerta cerrada
- The Devil to Pay (1938) La cuenta del diablo
- The Four of Hearts (1938) El cuatro de corazones
- The Dragon's Teeth (1939) Los dientes del dragón
- Calamity Town (1942) La ciudad desgraciada
- There Was an Old Woman (1943) Érase una vez una vieja…
- The Murderer is a Fox (1945) El Asesino es un Fox
- Ten Days' Wonder (1948) La maravilla de diez días o "La década prodigiosa".
- Cat of Many Tails (1949) El gato de muchas colas
- Double, Double (1950) Crímenes al por mayor
- The Origin of Evil (1951) El origen del mal
- The King is Dead (1952) El Rey ha muerto
- The Scarlet Letters (1953) Las letras escarlata
- The Glass Village (1954) La ciudad contra Kowalsky
- Inspector Queen's Own Case (1956) El caso del inspector Queen
- The Finishing Stroke (1958) El golpe final
- The Player on The Other Side (1963) El jugador de enfrente (Premio “Edgar”, escrita por Theodore Sturgeon)
- The invisible lover (1963) El enamorado invisible
- And on The Eighth Day (1964) Y en el octavo día… (escrita por Avram Davidson)
- The Fourth Side of The Triangle (1965) El cuarto lado del triángulo (escrita por Avram Davidson)
- A Study in Terror (1966) Un estudio en terror (novelización del guion de la película del mismo título, escrita por Dannay y Lee en colaboración con Paul W. Fairman)
- Face to Face (1967) Cara a cara
- The Four Johns (2000) Los cuatro Johns (escrita por Jack Vance)
- The House of Brass (1968) La casa de latón (escrita por Avram Davidson)
- Cop Out (1969)
- The Last Woman in His Life (1970) La última mujer en su vida
- A Fine and Private Place (1971)
- The vanishing corp (1974) El cadáver fugitivo

### Crímenes verdaderos
Dos colecciones de historias sobre crímenes auténticos (basadas en material recopilado por investigadores anónimos) escritos únicamente por Lee y publicados originalmente en The American Weekly se recogieron en volúmenes. 
- Ellery Queen's International Case Book (1964)
- The Woman in the Case (1967)

### Relatos cortos
- The Adventures of Ellery Queen (1934) Las aventuras de Ellery Queen
- The New Adventures of Ellery Queen (1940) Las nuevas aventuras de Ellery Queen (contiene la novela corta “La lámpara de Dios”)
- The Case Book of Ellery Queen (1945) El archivo de casos de Ellery Queen
- Calendar Of Crime (1952) El calendario del crimen
- QBI - Queen's Bureau of Investigation (1955) Oficina de investigación de Queen
- Queen’s Full (1966) Full de reinas
- QED - Queen's Experiments In Detection (1968)
- The Best Of Ellery Queen (1985) (relatos no recopilados anteriormente)
- The Tragedy Of Errors (1999) La tragedia de los errores (sobre una sinopsis inédita escrita por Dannay)
- The Adventure of the Murdered Moths and Other Radio Mysteries (2005) (novelización de diversos guiones de radio)

### Con el seudónimo Barnaby Ros
- The Tragedy Of X (1932) La tragedia de X
- The Tragedy Of Y (1932) La tragedia de Y
- The Tragedy Of Z (1933) La tragedia de Z
- Drury Lane's Last Case (1933) Drury Lane abandona la escena

### Recopilaciones en inglés
- The Ellery Queen Omnibus (1934)
- The Ellery Queen Omnibus (1936)
- Ellery Queen's Big Book (1938)
- Ellery Queen's Adventure Omnibus (1941)
- Ellery Queen's Mystery Parade (1944)
- The Case Book of Ellery Queen (1949)
- The Wrightsville Murders (1956)
- The Hollywood Murders (1957)
- The New York Murders (1958)
- The XYZ Murders (1961)
- The Bizarre Murders (1962)